# Nicella
Nicella is een geslacht van neteldieren uit de klasse van de Anthozoa (bloemdieren).

## Soorten
- Nicella americana Toeplitz, 1919
- Nicella carinata Nutting, 1910
- Nicella deichmannae Cairns, 2007
- Nicella dichotoma (Gray, 1860)
- Nicella flabellata (Whitelegge, 1897)
- Nicella flagellum (Studer, 1901)
- Nicella goreaui Bayer, 1973
- Nicella gracilis Cairns, 2007
- Nicella granifera (Kölliker, 1865)
- Nicella guadalupensis (Duchassaing & Michelotti, 1860)
- Nicella hebes Cairns, 2007
- Nicella lanceolata Cairns, 2007
- Nicella laxa Whitelegge, 1897
- Nicella magna Grasshoff, 1999
- Nicella multiramosa Kükenthal, 1919
- Nicella obesa Deichmann, 1936
- Nicella pustulosa (Thomson & Simpson, 1909)
- Nicella robusta Cairns, 2007
- Nicella spicula Cairns, 2007
- Nicella toeplitzae Viada & Cairns, 2007